# クリストファー・エドワーズ・ガズデン
クリストファー・エドワーズ・ガズデン（Christopher Edwards Gadsden、1785年11月25日 - 1852年6月24日）は米国聖公会サウスカロライナ州教区第4代主教である。

## 若年期
1785年、アメリカ合衆国のサウスカロライナ州チャールストンにフィリップ・ガズデンと、妻であるキャサリン・エドワーズの息子として生まれたガズデンは、アメリカ独立革命当時にサウスカロライナ州の指導者であったクリストファー・ガズデンの孫である。青年時代、父方の米国聖公会と母方の会衆派教会の双方に参加していた。
高校3年生の始めにイェール大学に通ったガズデンは1804年に卒業した。1807年に米国聖公会においてリチャード・チャニング・ムーア主教により執事に叙任され、1810年にはジェームス・マディソン主教により司祭に叙任された。

## 経歴

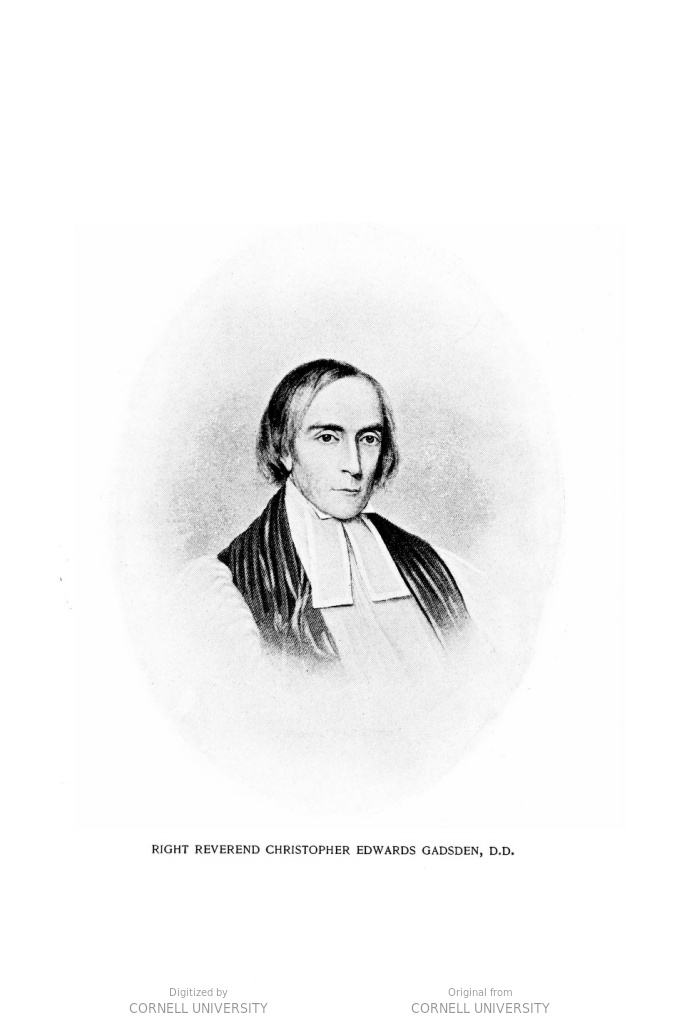
尊師クリストファー・エドワーズ・ガズデン

すぐ後になって、サウスカロライナ州バークレー郡のセント・ジョーンズ教会の教区牧師となる。1814年には教区で最も古いキリスト教教会であるチャールストンのセント・フィリップ教会の教区牧師となり、翌年にサウスカロライナ大学から名誉神学博士の称号を授与された。
1840年、ボーエン主教の死後に教区内において後継者を巡る論争が起きた。選出されたガズデンがマサチューセッツ州ボストンのトリニティ教会で主教に叙任された。アレキサンダー・ヴィーツ・グリスウォルド主教、ジョージ・ワシントン・ドアン主教、およびサムエル・アレン・マッコスクリー主教により米国聖公会の第35代主教に叙任された。ガズデンはサウスカロライナ州内の米国聖公会会員の拡充に尽力し、1年に1度のペースでサウスカロライナ州各地のキリスト教教会を訪問した。1852年に行われた教区内の集会において、体調不良により聖職者のしての務めを続けることができないことを公表してから間もなくの同年6月に没した。

## 私生活
1816年にエライザ・ボウマンと結婚したが、彼女は1826年に没している。それから、1830年に医師のウィリアム・ポッツ・デューズの末娘であるジェーン・デューズと再婚した。初婚では子供に恵まれなかったが、再婚時には8人の子供をもうけている。